# Bresnitz (Adelsgeschlecht)
Die z Březnice (deutsch von Bresnitz) sind ein altes böhmisches Adelsgeschlecht mit dem Sitz in Bresnitz in Südböhmen, das bereits im 13. Jahrhundert schriftlich nachgewiesen ist und zu deren Vorfahren die z Buzce, ein Geschlecht am Hof des Königs Wenzel von Böhmen, gehörten. Nach dem 15. Jahrhundert wird das Geschlecht nicht mehr erwähnt.
Vermutlich ist der Journalist und Historiker Franz Philipp Bresnitz von Sydakoff (etwa 1870–1956) ein später Nachkomme derer von Bresnitz. Er hat mehrere zeitkritische Abhandlungen über ost- und südosteuropäische Dynastien und deren Regierungen verfasst – so über Nikolaus II.

## Persönlichkeiten
- Budislav z Březnice war von 1224 bis 1240 Mitglied des Königsrats, baute vermutlich von auch die ehemalige Feste.
- Oldřich z Březnice, Sohn von Budilav, baute 1250 bis 1265 unweit des Berges Tremšín die Burg Rosental.
- Velek Koudelník z Březnice (um 1380–1430), Hauptmann der Waisen, einer Splittergruppe der Hussiten. Er führte sein Heer nach Ungarn, gewann die Schlacht bei Podivín und zog weiter bis in die Slowakei. Bei der Schlacht am Fluss Waag fiel Velek.
- Jan z Březnice verfasste 1395 das Compotus presbyterorum

## Weblink
- PhDr. J. Kozlík: Geschichte der Stadt Březnice (tschechisch), Internetseite der Stadt Bresnitz, aufgerufen am 6. Januar 2024